# Roots (Slide-Hampton-Album)
Roots ist ein Jazzalbum des Slide Hampton Quintetts. Die am 17. April 1985 im Studio 44 von Max Bolleman in Monster, Niederlande, entstandenen Aufnahmen erschienen 1985 als Langspielplatte auf Criss Cross Jazz, 1990 in erweiterter Form als Compact Disc.

## Hintergrund
Hampton hatte nach einigen Alben unter eigenem Namen (World of Trombones, 1979) in den frühen 1980er-Jahren vor allem als Sideman für Musiker wie Bill Hardman, Tatsuya Takahashi, McCoy Tyner, Charli Persip, Art Blakey, James Newton, George Benson, Philly Joe Jones, Jerry Rusch und mit der NDR Big Band gearbeitet. 1984 trat er auf dem zweiten International Jazz Workshop in Tübingen mit einer gemeinsam mit Art Farmer geleiteten Band auf, zu der Jim McNeely, Ron McClure und Adam Nussbaum gehörten; der Konzertmitschnitt In Concert erschien auf Enja.
Nach einem Auftritt mit Cees Slinger im Oktober 1984 und einem Album mit Claudio Roditi für das Label Uptown Records (Claudio!) im Januar 1985 spielte Hampton in den Niederlanden in Quintettbesetzung als weiteres Album Roots ein. In seiner Band spielten Clifford Jordan (Tenorsaxophon), Cedar Walton (Piano), David Williams (Kontrabass) und Billy Higgins am Schlagzeug.
In den folgenden Jahren arbeitete Hampton weiterhin vor allem als Begleitmusiker, zu hören auf Alben von Deborah Brown, Rob Schneiderman, Michele Hendricks, Robin Eubanks, Monty Alexander und häufig mit Dizzy Gillespie und seinem United Nations Orchestra. Als Gastsolist spielte er außerdem mit der Jos Moons Big Band, der Thilo Berg Big Band und John Gordons Trombones Unlimited. Erst 1993 sollte Hampton ein weiteres Album unter eigenem Namen einspielen; es war der Konzertmitschnitt Dedicated to Diz (Telarc).

## Titelliste
- Slide Hampton: Roots (Criss Cross Jazz – Criss 1015)[2]

1. Precipice (Clifford Jordan) 10:25
2. Solar (Miles Davis) 11:30
3. Roots (Slide Hampton) 8:25
4. Maple Street (Cedar Walton) 9:24
5. My Old Flame (Arthur Johnston, Sam Coslow) 10:40
6. Just in Time (Adolph Green, Betty Comden, Jule Styne) 4:11
7. Precipice (Clifford Jordan) 10:22
8. Barbados (Charlie Parker) 5:17

## Rezeption

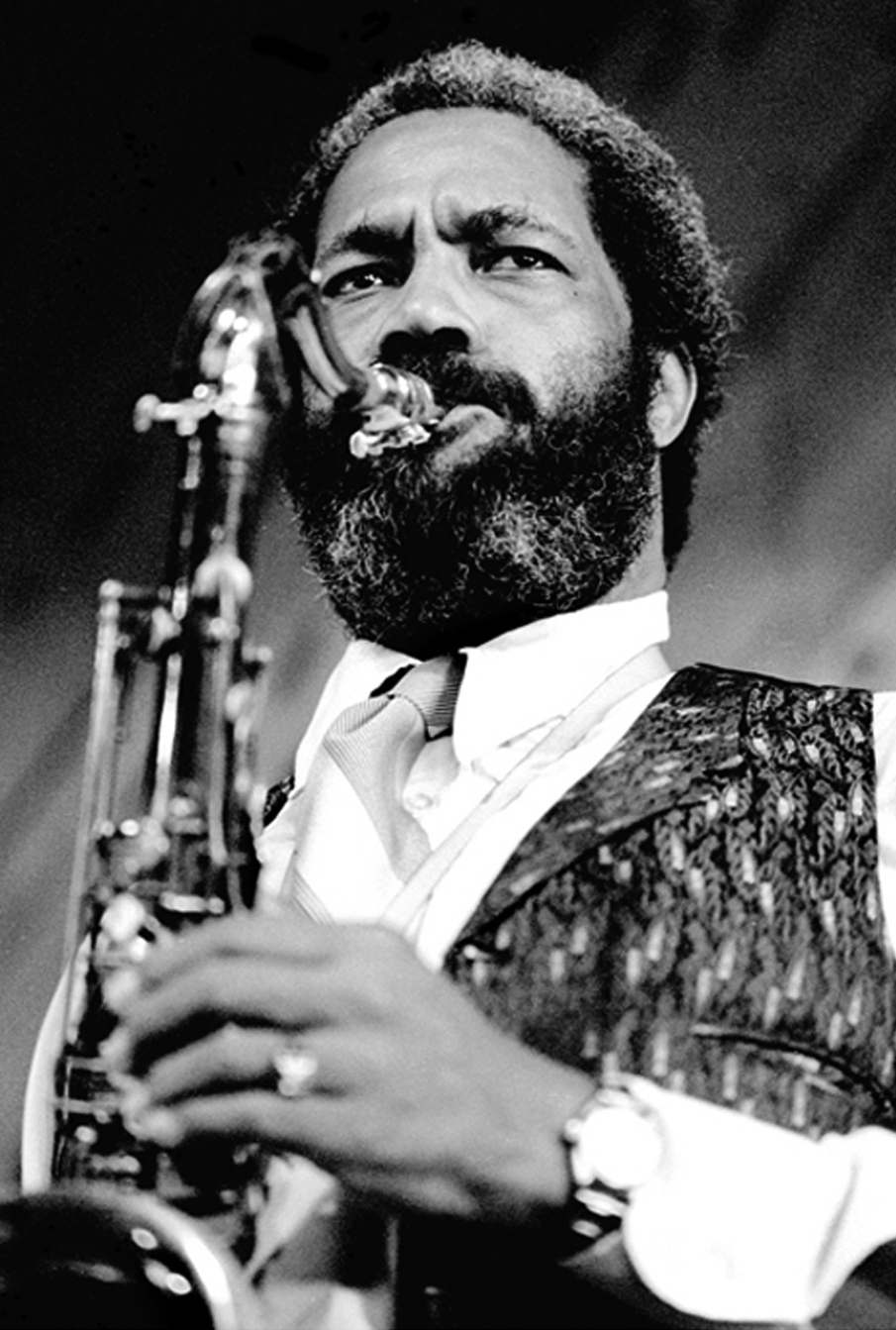
Clifford Jordan (1980)

Ron Wynn verlieh dem Album in Allmusic viereinhalb Sterne und lobte die großartige Quintett-Session mit dem Posaunisten Slide Hampton an der Spitze einer angesehenen Gruppe in Zusammenarbeit mit dem Tenorsaxophonisten Clifford Jordan.
Richard Cook und Brian Morton, die das Album mit vier Sternen bewerteten, notierten: „Hampton und Jordan sind perfekt gepaart, der Posaunist [spielt] flink und doch druckvoll, Jordan bringt einen Hauch von Unordnung in die ansonsten fein abgestimmten Improvisationen; und Walton hat selten mit so viel Vitalität gespielt, ohne seinen gewohnten aristokratischen Touch aufzugeben.“
Der Kritiker Brian Priestley hob das Album im Rough Guide Jazz als empfehlenswert in Hamptons Katalog hervor und meinte, dies sei eine brauchbare Quintettsession mit Clifford Jodan und dem Cedar Walton Trio. Damit zerlege Hampton mühelos „einfache Posaunentechniker“ mit seinen bedeutungsvollen Soli.